# Friedrich Kohlrausch (fysiker)
Friedrich Wilhelm Georg Kohlrausch, född den 14 oktober 1840 i Rinteln, död den 17 januari 1910 i Marburg, var en tysk fysiker. Han var son till Rudolf Hermann Arndt Kohlrausch.
Kohlrausch blev 1864 docent i Frankfurt am Main, 1867 extra ordinarie professor i fysik i Göttingen, 1870 ordinarie professor i samma ämne vid Polytechnikum i Zürich, 1871 i Darmstadt, 1875 i Würzburg, 1888 i Strassburg och var 1895-1905 president för fysikalisk-tekniska riksanstalten i Charlottenburg. 
Kohlrauschs huvudarbete gäller lösningars ledningsförmåga, som han med en apparat utförde utomordentligt noggranna och vittomfattande undersökningar av. Han använde också ledningsförmågan till bestämmande av svårlösta salters löslighet. Även inom den övriga elektricitetsläran utförde han mätningar, såsom bestämning av ohm och coulomb. Han konstruerade åtskilliga instrument, såsom lokalvariometer och amperemeter. Han gjorde även betydande arbeten inom värmelära. 
Kohlrausch var från 1902 ledamot av svenska kungliga vetenskapsakademien. Hans samlade verk utgavs efter hans död av Wilhelm Hallwachs.